# Point Lookout (New York)
Point Lookout est une census-designated place du comté de Nassau, dans l'État de New York, aux États-Unis,. En 2020, elle compte une population de 1 527 habitants.